# Суини, Клэр
Клэр Джейн Суи́ни (англ. Claire  Sweeney; 17 апреля 1971, Уолтон, Ливерпуль, Англия, Великобритания) — английская актриса, певица и телеведущая.

## Биография и карьера
Родилась 17 апреля 1971 года в Уолтоне (Ливерпуль, Англия, Великобритания) мясника Кена Суини и его жены Кэтлин. В школьном возрасте она подрабатывала в мясной лавки отца. Клэр обучалась в театральном училище Эллиотта-Кларка в Ливерпуле до победы в знаменитом лондонском конкурсе «Italia Conti», когда ей было 18 . С 1991 года активно в профессии.

## Личная жизнь
В 2011—2015 года состояла в фактическом браке с программистом-магнатом Дэниелом Райли. У бывшей пары есть сын — Джексон Райли (род.29.09.2014). В апреле 2012 года у Суини случился первый выкидыш на 12-й недели беременности, а затем второй вскоре после того, как она узнала, что беременна в мае 2013 года.